# Stomatorhinus
Stomatorhinus es un género de peces elefante en la familia Mormyridae rico en especies endémico de Camerún, Gabón, República Centroafricana y Congo. Su área de distribución se observa principalmente en la cuenca del Congo hasta los límites del río Ogooué, y en menor medida en la baja Guinea.
De acuerdo a la IUCN, el estado de conservación de la mayoría de sus especies puede catalogarse como «menos preocupante (LC o LR/lc)», salvo en el caso del Stomatorhinus microps que está en la categoría «vulnerable (VU)» y el Stomatorhinus ivindoensis que se encuentra «en peligro (EN)». Por otro lado, para el Stomatorhinus schoutedeni y el Stomatorhinus ater la información es insuficiente para catalogar su estado.

## Especies
- Stomatorhinus ater Pellegrin, 1924
- Stomatorhinus corneti Boulenger, 1899
- Stomatorhinus fuliginosus Poll, 1941
- Stomatorhinus humilior Boulenger, 1899
- Stomatorhinus ivindoensis Sullivan & Hopkins, 2005
- Stomatorhinus kununguensis Poll, 1945
- Stomatorhinus microps Boulenger, 1898
- Stomatorhinus patrizii Vinciguerra, 1928
- Stomatorhinus polli Matthes, 1964
- Stomatorhinus polylepis Boulenger, 1899
- Stomatorhinus puncticulatus Boulenger, 1899
- Stomatorhinus schoutedeni Poll, 1945
- Stomatorhinus walkeri (Günther, 1867)